# Formica nepticula
Formica nepticula är en myrart som beskrevs av Wheeler 1905. Formica nepticula ingår i släktet Formica och familjen myror. Inga underarter finns listade i Catalogue of Life.

## Bildgalleri

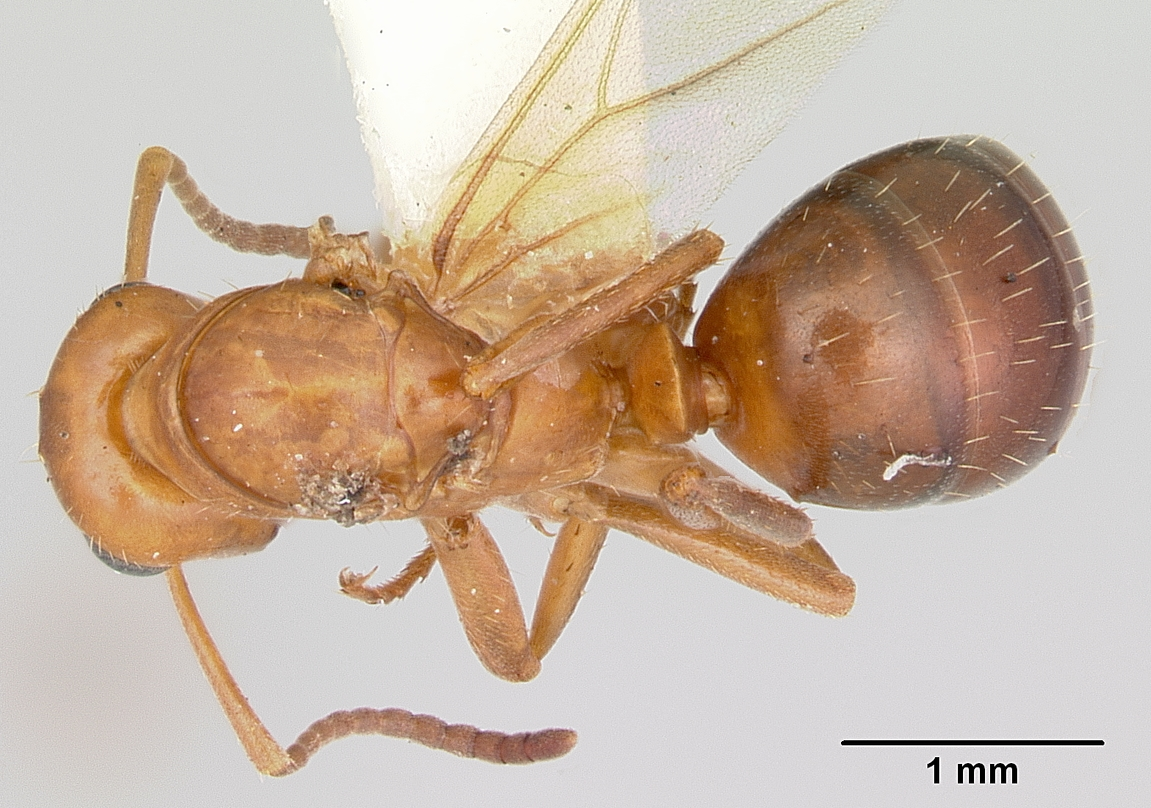
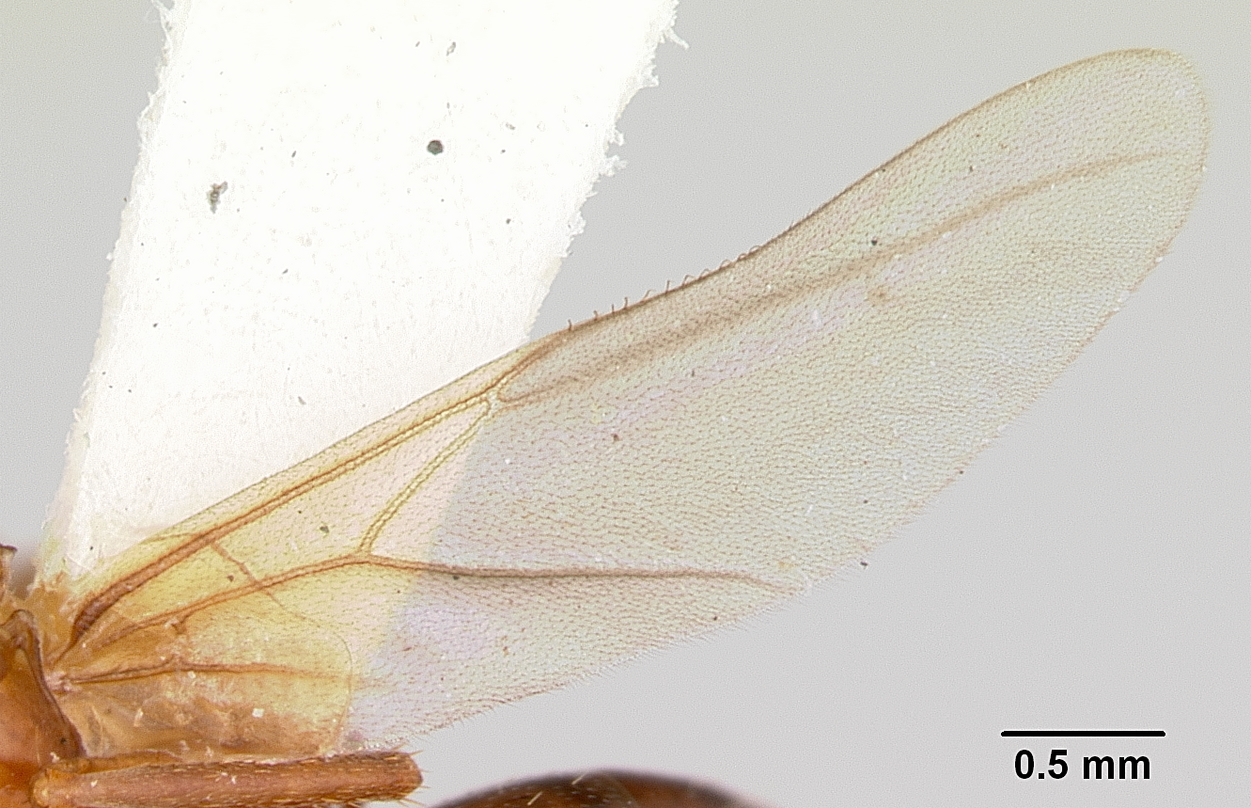
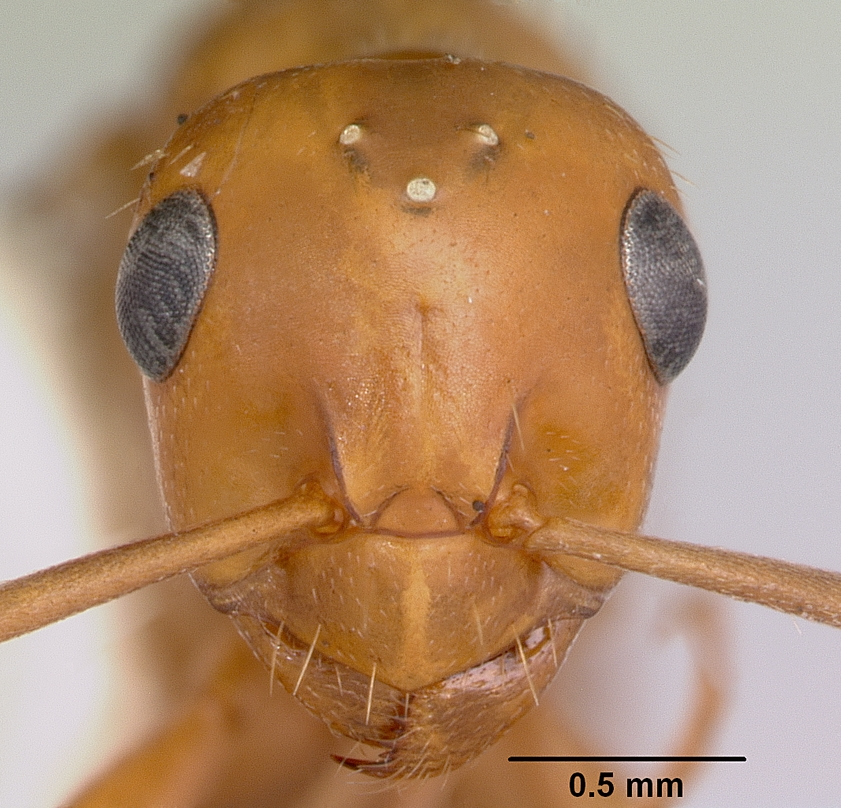
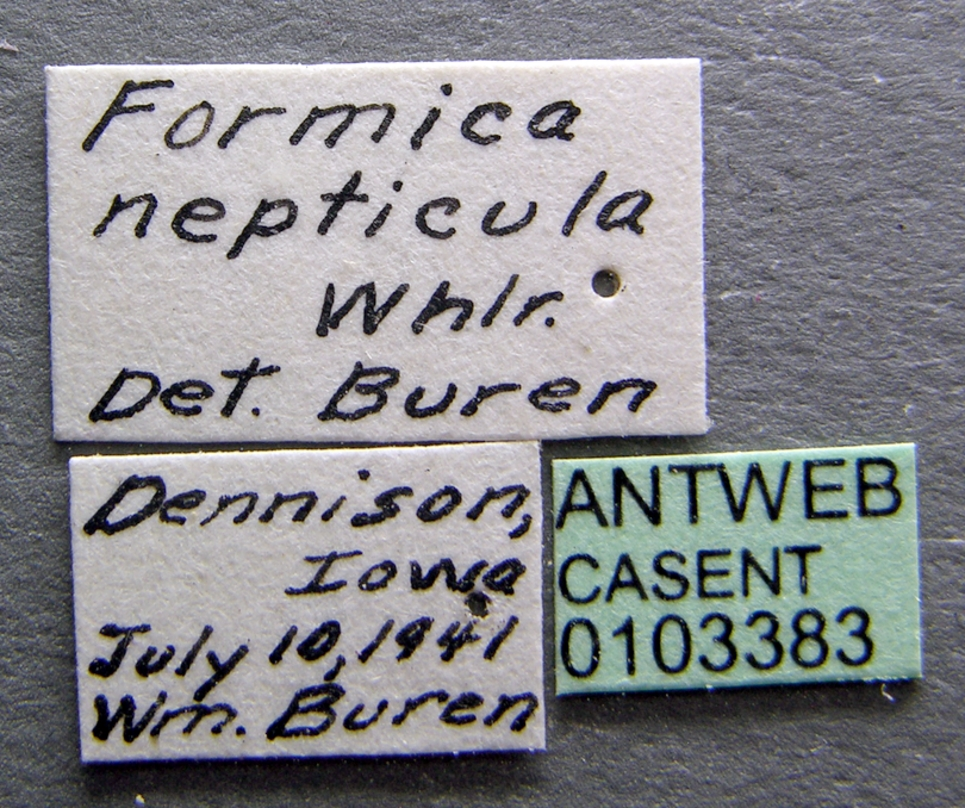
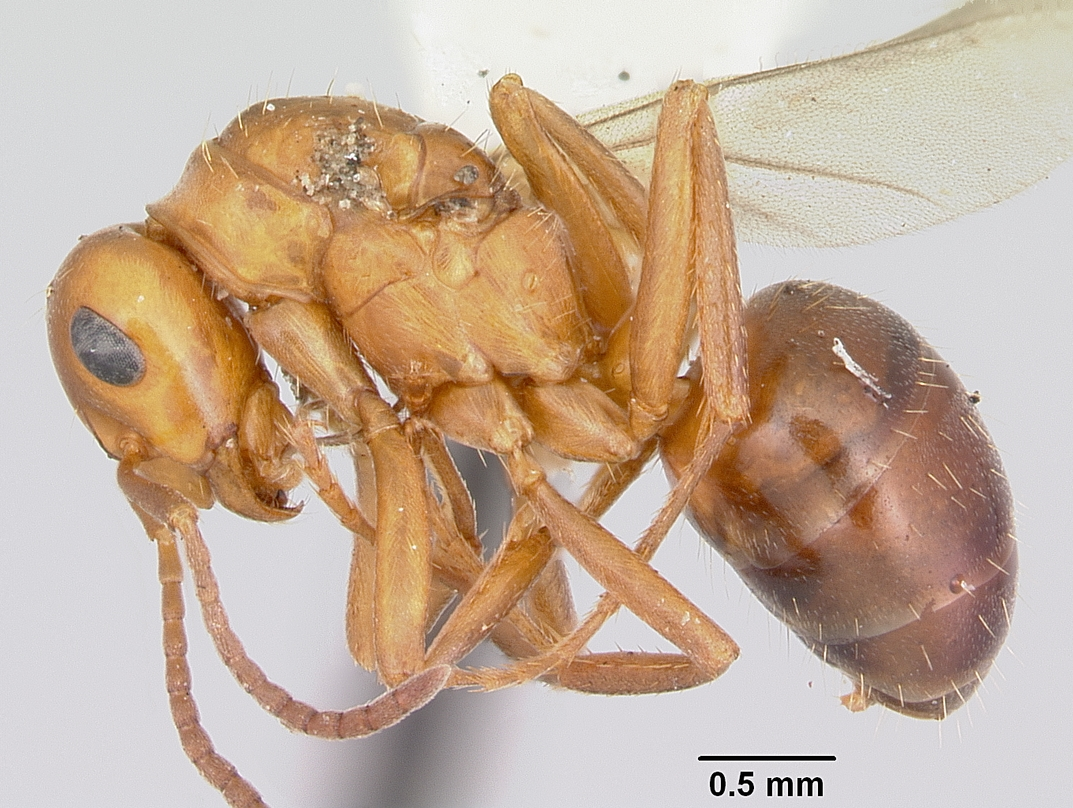
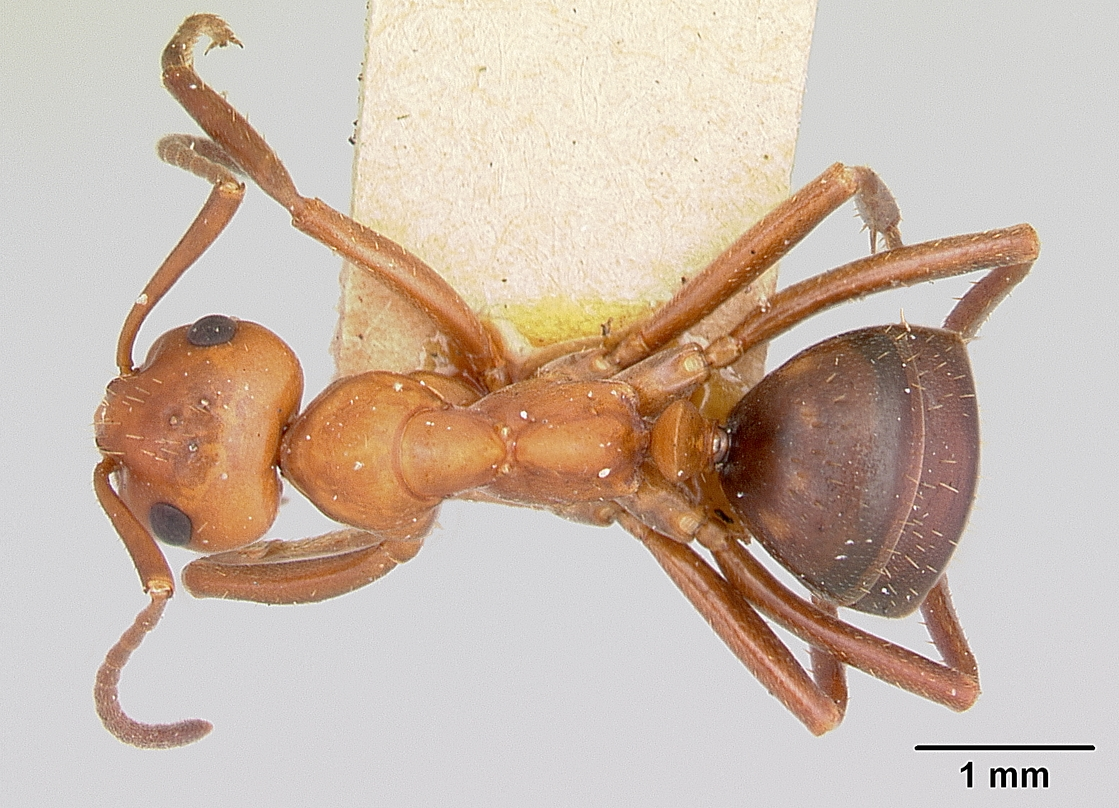